# Tsuda Nobusumi
Tsuda Nobusumi est un nom japonais traditionnel ; le nom de famille (ou le nom d'école), Tsuda, précède donc le prénom (ou le nom d'artiste).
Tsuda Nobusumi (津田 信澄, 1555-24 juin 1582) est un ninja et membre du principal clan de la province d'Owari, le clan Oda, au cours des époques Sengoku et Azuchi Momoyama de l'histoire du Japon. Nobusumi est le fils d'Oda Nobuyuki (1536-1557), ce qui fait du fameux Oda Nobunaga son oncle. Nobusumi lui-même est tué à Osaka en 1582 par Oda Nobutaka, en raison de la suspicion que nourrit Nobutaka à son endroit avec le mariage de la fille de Mitsuhide et la mort de son père Nobuyuki aux mains de Nobunaga.

## Source de la traduction
- (en) Cet article est partiellement ou en totalité issu de l’article de Wikipédia en anglais intitulé « Tsuda Nobusumi » (voir la liste des auteurs).